# Preußisch Oldendorf
Preußisch Oldendorf település Németországban, azon belül Észak-Rajna-Vesztfália tartományban. Lakosainak száma 12 456 fő (2023. december 31.). Preußisch Oldendorf Rödinghausen, Hüllhorst, Lübbecke, Espelkamp, Stemwede, Bad Essen és Melle községekkel határos.

## Népesség
A település népességének változása:
| Lakosok száma | 10 417 | 12 355 | 12 289 | 12 375 | 12 531 | 12 456 |
|               | 1975   | 2017   | 2019   | 2021   | 2022   | 2023   |